# 튀르키예의 총리
튀르키예의 총리(튀르키예어: Türkiye Cumhuriyeti Başbakanı)는 1920년부터 2018년까지 튀르키예 정부의 수장으로 튀르키예 대국민의회에서 정치적 연합을 주도하고 내각을 주재하였다. 튀르키예의 정치 역사를 통틀어 그 직책의 기능과 권한은 가끔 변화하였다. 2017년 개헌 국민투표의 결과로 해체되기 전에는 총리직 보유자가 대통령을 능가하는 튀르키예 정치의 전반적인 지배적인 인물이었다.

## 오스만 시대의 총리직
오스만 제국에서, 오스만 술탄의 수상은 대재상의 칭호를 가졌다. 19세기의 탄지마트 시대 이후, 대재상은 동시대 서유럽 군주들의 수상들과 더 유사한 역할을 맡게 되었다. 나중에, 1876년의 오스만 헌법으로, 수상을 감독하기 위한 의회가 설립되었고, 수상은 내각을 구성했다. 제2차 입헌 시대 동안 발생한 헌법 개정들로, 수상은 술탄보다는 의회에 책임이 있게 되었다.

## 정부의 총리직
튀르키예 국민운동에 의해 앙카라에 대국민의회가 설립된 후, 제1의회는 "집행부 장관 내각"이라는 새로운 정부를 도입하였다. 그 자리는 이후 내각의 전관예우를 주재하는 의회 의장이 맡았다.

## 공화국의 총리직

### 일당제 기간(1923년~1945년)
공화국의 선포에 따라 1921년의 기존 헌법이 개정되어 행정권과 정부 업무를 감독할 수 있는 특권이 공화국 대통령이 임명하게 되었다.
대통령직은 대통령이 자신의 행동에 대해 책임을 지지 않는 상징적인 사무실로 설립되었지만, 무스타파 케말 아타튀르크와 이스메트 이뇌뉘 대통령은 단일 정당 기간 동안 당의 지도자로서 행정권을 행사했다.

### 다당제 기간 (1945년~2018년)
1950년에 실시된 총선거 이전에, 헌법이 개정되어 대통령 당선인이 그들의 정당의 지도자로 남아 있는 것을 허용하지 않았다. 이러한 개정들은 총리가 터키 정치에서 지배적인 인물이 되어, 대통령의 역할을 급격하게 감소시키는 결과를 낳았다.
1960년 튀르키예 쿠데타의 결과로 아드난 멘데레스 총리가 권좌에서 축출된 후, 1961년에 새롭게 공포된 헌법은 내각에 대한 의회의 감독을 강화하면서 정부의 권한을 상당히 감소시켰다. 헌법의 이러한 특징들은 1980년까지 많은 단명한 연립 정부가 구성되도록 야기하면서, 분열된 정치 체제를 낳았다.
1980년 튀르키예 쿠데타의 여파로 1982년 헌법이 시행되었다. 1982년 헌법이 그 전신과 상당히 유사함에도 불구하고, 수명이 짧은 연립 정부의 구성을 피하기 위해 취한 새로운 조치들이 있었다. 이 조치들에는 10%의 선거 문턱값 도입, 단원제적 의회 구조, 강제 집행권 등이 포함되었다. 광범위한 집행권이 총리직에 귀속됨과 동시에 (총리 부처 제외) 내각부의 권한 영역이 대폭 축소되어 장관들이 총리의 직접 감독하에 놓이게 되었다.
이후, 헌법에 대한 수많은 개정이 이루어졌는데, 가장 중요한 것은 2007년, 2010년, 그리고 2017년이었다. 대중 투표에 의해 승인된 일부 변경 사항들은 매우 논란이 많았다.
일각에서는 2014년 처음으로 대통령을 직접 선출함으로써 사실상의 반대통령제로의 전환이 이루어지면서 총리의 튀르키예 정치에서의 지배적인 권한에 종지부를 찍었다는 분석도 있다.
총리의 인장은 2015년부터 2018년에 폐지될 때까지 사용되었다.
2018년 총선에 이어 2017년 국민투표에서 가결된 헌법개정안이 공식적으로 발효되면서 튀르키예에서 98년간의 의회통치에 마침표를 찍었다.

## 같이 보기
- 국가원수 의전차
- 튀르키예의 총리 목록
- 튀르키예의 대통령
- 튀르키예의 부통령